# Proctophoroides latiforceps
Proctophoroides latiforceps là một loài ruồi trong họ Asilidae. Proctophoroides latiforceps được Bromley miêu tả năm 1928.